# Rio Lobo
Pour les articles homonymes, voir Lobo.
Pour plus de détails, voir Fiche technique et Distribution.
Rio Lobo est un western américain réalisé par Howard Hawks, sorti en 1970.
Le film suit le colonel Cord McNally qui échoue à protéger un transport de fonds important, destiné à financer les troupes nordistes dans leur guerre contre les confédérés. Le train qui contient le magot est intercepté par une bande sudiste bien organisée et bien renseignée. La guerre finie, Cord McNally s'allie à certains de ses adversaires sudistes d'autrefois et part à la recherche des traîtres qui ont vendu les informations concernant ce chargement d'or nordiste.

## Synopsis
Le colonel yankee Cord McNally est chargé de réceptionner et protéger un transport de fonds important, destiné à financer les troupes nordistes qui en ont bien besoin dans leur guerre contre les confédérés. Mais il échoue dans sa mission car le train qui contient les sacs de poudre d’or est intercepté par une bande sudiste dirigée par un capitaine et son éclaireur, bien organisée et surtout bien renseignée par un traître nordiste.
Les sudistes arrivent à faire prisonnier Mc Nally, lancé à leur poursuite ; mais le colonel réussit à les tromper sur l'emplacement des différentes troupes et le groupe tombe entre les mains des nordistes au moment précis où l'on apprend la fin du conflit.
Après la démobilisation, Cord Mc Nally retrouve deux des sudistes qui l’avaient autrefois capturé, le capitaine Cordona et son éclaireur le sergent Tuscarora Philips.  Ils font la connaissance de Shasta Delaney (Georgina Delaney dans la version française), une jeune veuve impétueuse mais courageuse, qui vivait dans une roulotte dont le propriétaire a été tué par un gang faisant régner la terreur dans la ville de Rio Lobo. Elle conte au trio les agissements de la bande, qui a abattu le shérif et l'a remplacé par l'un des leurs. Sous la conduite d'un certain Ketcham, les malfrats ont mis la région à sac, volant le bétail des propriétaires et leur faisant ensuite signer la vente forcée de leurs domaines. Comprenant que c'est Ketcham qui a vendu aux sudistes des informations sur les positions des troupes nordistes, un acte de trahison impardonnable en temps de guerre, les trois hommes partent à sa recherche, conduits par Shasta.
À peine sont-ils arrivés à Rio Lobo que les hommes de Ketcham arrêtent l'éclaireur Tuscarora Philips pour faire chanter son propre père en vue de le spolier à son tour. Le colonel et le capitaine prennent alors d'assaut le ranch de Ketcham qui, craignant pour sa vie, ordonne à ses complices et au faux shérif de ne rien tenter pour le délivrer. Néanmoins ceux-ci arrêtent Cordona et demandent à l'échanger au petit matin contre leur chef. Mais les propriétaires spoliés de Rio Lobo, qui ont eux aussi fait la guerre, se rangent aux côtés des trois militaires. Au cours de l'échange, Cordona s'échappe pendant que Ketcham reste sous le feu de Mc Nally. Il s'ensuit une violente échauffourée où, apprenant que Ketcham a restitué les titres de propriété, le faux shérif l'abat avant d'être tué à son tour. Le reste de la bande s'enfuit.
Les propriétaires retrouvent leurs terres de Rio Lobo, et Shasta peut enfin se jeter dans les bras du capitaine Cordona.

## Fiche technique
- Titre : Rio Lobo
- Titre original : Rio Lobo
- Réalisation : Howard Hawks
- Réalisateur de seconde équipe : Yakima Canutt
- Scénario : Leigh Brackett et Burton Wohl (1922-2015), d'après une histoire de ce dernier
- Photographie : William H. Clothier
- Montage : John Woodcock (monteur)
- Musique : Jerry Goldsmith
- Décors : William R. Kiernan
- Costumes : Leah Rhodes
- Producteur : Howard Hawks
- Sociétés de production : Batjac Productions, Cinema Center Films, Malabar
- Société de distribution : 20th Century Fox
- Pays d'origine :  États-Unis
- Langue : Anglais, Espagnol
- Format : Couleurs (Technicolor) — 35 mm — 1,85:1 — Son : Mono
- Genre : Film d'aventures, Film d'amour, Film de guerre, Western
- Durée : 114 minutes (1 h 54)
- Tournage de mars à juin 1970 à Old Tucson en Arizona et au Mexique.
- Dates de sortie :
  -  États-Unis : 18 décembre 1970
  -  France : 10 mars 1971
- Affiche : René Ferracci (France)

## Distribution
- John Wayne (VF : Raymond Loyer) : colonel Cord McNally
- Jorge Rivero (VF : Jean Fontaine) : capitaine Pierre Cordona
- Jennifer O'Neill (VF : Béatrice Delfe) : Shasta Delaney (ou Georgina Delaney en VF)
- Jack Elam (VF : Henri Virlogeux) : Phillips
- Christopher Mitchum (VF : Marc de Georgi) : sergent Tuscarora Phillips
- Susana Dosamantes : Maria Carmen
- Victor French (VF : André Valmy) : Ketcham
- Sherry Lansing (VF : Tamilah Mesbah) : Amelita
- Mike Henry (VF : Jacques Thébault) : shérif Hendricks
- Jim Davis (VF : Pierre Collet) : suppléant du shérif Hendricks
- Bill Williams (VF : Marcel Painvin) : shérif Pat Cronin
- David Huddleston (VF : Raoul Delfosse) : docteur Jones (dentiste)
- Edward Faulkner (VF : Michel Paulin) : lieutenant Harris
- Dean Smith : Bitey
- Robert Donner (VF : Claude Joseph) : Whitey Carter
- Peter Jason (VF : Jacques Deschamps) : lieutenant Forsythe
- Robert Rothwell, Chuck Courtney, George Plimpton : les hommes de main de Withey Carter
- Bob Steele : le Député
- Boy "Red" Morgan : le mécanicien du train
- Chuck Roberson : le soldat dans la voiture à bagages / le gardien du ranch

Parmi les acteurs non crédités :
- Donald Barry : Feeny (barman)
- Gregg Palmer : Pete (homme de main)
- Hank Worden : Hank (employé d'hôtel)

Cascades
Jack N. Young (il double Jorge Rivero dans la scène finale, quand il saute depuis le pont dans la rivière).

## Commentaires
- Le film est une nouvelle déclinaison du canevas de Rio Bravo : propriétaire terrien despote, ville terrorisée, prison assiégée, justicier vieillissant. Mais cette version en est plus éloignée que El Dorado du même Howard Hawks. Elle introduit un nouvel ingrédient : la guerre de Sécession. Cette guerre fratricide achevée, les personnages, une fois démobilisés, peinent à retrouver leurs marques. Les rancœurs ne se sont pas tues avec la paix, la violence et l'impunité subsistent. Le savoir-faire guerrier reprend le dessus et la conclusion du film en tire une certaine amertume.
- Rio Lobo est le dernier film réalisé par Howard Hawks.
- Lors du tournage, le film s'intitulait San Timoteo.
- Howard Hawks explique comment il a conçu le personnage de Wayne : "J'ai dit à Wayne : "Pas de romance cette fois-ci." Et il m'a répondu : "Ah bon ! Dieu merci !" [...] Il ne savait pas que la fille allait lui dire qu'il était confortable, ce qui était une façon d'indiquer leur différence d'âge. Et quand elle lui a dit : "Vous êtes confortable", il a répété le mot, et cette réaction est venue spontanément comme ça, sur le plateau."[1]

## DVD / Blu-ray
Le film a fait l'objet de trois éditions sur les supports DVD et Blu-ray en France :
- Rio Lobo (DVD-9 Keep Case) sorti le 21 janvier 2004 édité par CBS et distribué par Universal Pictures Vidéo France. Le ratio écran est en 1.85:1 panoramique 16:9. L'audio est en français, italien, espagnol et allemand 2.0 Mono et en anglais 5.1 Dolby Digital avec présence de sous-titres français, anglais, arabes, bulgares, croates, tchèques, danois, néerlandais, finlandais, allemands, grecs, hébreux, hongrois, islandais, italiens, norvégiens, polonais, portugais, roumains, serbes, slovènes, espagnols, suédois et turcs. Pas de bonus vidéo. il s'agit d'une édition Zone 2 Pal[2].
- Rio Lobo (DVD-9 Keep Case avec fourreau Eddy Mitchell et livret avec des anecdotes) sorti le 27 septembre 2006 édité par CBS et distribué par Paramount Home Entertainment France. Le ratio écran est en 1.85:1 panoramique 16:9. L'audio est en français, italien, espagnol et allemand 2.0 Mono et en anglais 5.1 Dolby Digital avec présence de sous-titres français, anglais, arabes, bulgares, croates, tchèques, danois, néerlandais, finlandais, allemands, grecs, hébreux, hongrois, islandais, italiens, norvégiens, polonais, portugais, roumains, serbes, slovènes, espagnols, suédois et turcs. Pas de bonus vidéo. il s'agit d'une édition Zone 2 Pal[3].
- Rio Lobo (BD-50 Blu-ray) sorti le 10 décembre 2011 édité par CBS et distribué par Paramount Home Entertainment France. Le ratio écran est en 1.85:1 panoramique 16:9 natif 1080p. L'audio est en français et anglais Dolby Digital avec présence de sous-titres français et anglais. Pas de bonus vidéo. il s'agit d'une édition Zone A, B et C[4].